# André Derain
André Derain (født 10. juni 1880 i Chatou, Yvelines, død 8. september 1954 i Garches, Hauts-de-Seine) var en fransk maler, der regnes blandt ophavsmændende til stilen fauvisme. 